# Transgender Europe
Transgender Europe (TGEU) è un'organizzazione non governativa fondata nel 2005 a Vienna per i diritti delle persone transessuali e transgender contro la discriminazione e la transfobia. Attualmente, la sua sede è a Berlino, in Germania. 
TEGU è in relazione con l'Azione globale per l'uguaglianza trans che ha partecipato alla formazione Principi di Yogyakarta in azione e dell'ILGA in Europa e pubblica lo stato dei diritti delle persone transgender in Europa e i nomi delle persone uccise per moventi transfobici. Collabora a documenti pubblicati dalla Commissione europea. 
TEGU combatte anche contro la medicalizzazione psichiatrica (CD-10) dell'identità di genere delle persone trans e della castrazione forzata, e milita piuttosto a favore del riconoscimento dell'identità di genere. L'associazione ha accolto con favore la decisione tedesca di autorizzare la registrazione di minori come appartenenti a un terzo sesso.
L'organizzazione è stata descritta nei documenti del Consiglio d'Europa come una federazione di una rete europea di attivisti e associazioni transgender dal 2005. Nel 2015 contava 74 organizzazioni membri in 39 paesi. Il TGEU ha coordinato a livello europeo l'opposizione alle leggi (di 17 paesi europei nel 2016, di cui 11 nell'UE) che impongono la castrazione come prerequisito per il cambiamento di stato civile.